# Театр Карло Феличе
Театр Карло Феличе (итал. Teatro Carlo Felice) — крупнейший оперный театр Генуи (Италия), использующийся для представления оперных и балетных постановок, а также для концертной деятельности. Расположен на площади Феррари рядом с одноимённой станцией метро. Учреждён в 1824 году королём Карлом Феликсом и носит его имя.
История театра началась учреждением 24 декабря 1824 года Высочайшего управления театров (итал. Eccellentissima Direzione dei Teatri). 31 января 1825 года местный архитектор Карло Барабино представил свой проект оперного театра, который должен был быть построен на месте церкви Сан-Доменико. Церковь доминиканских монахов была перенесена в другое место без каких-либо задержек или церемоний, и первый камень нового здания был заложен 19 марта 1826 года.
Первое представление оперы Беллини «Бьянка и Фернандо» состоялось 7 апреля 1828 года, хотя постройка и отделка были не совсем закончены. Зрительный зал вмещал около 2500 зрителей в пять ярусов (по 33 ложи в каждом), галерею наверху и стоячие места в оркестровой яме. Акустика считалась одной из лучших в то время. В 1852 году было установлено газовое освещение.
В 1892 году Генуя отметила 400-летие открытия Колумбом Америки и, чтобы отпраздновать это событие, театр Карло Феличе был отремонтирован и отреставрирован за 420 000 лир, в театр было проведено электричество. Предложение написать оперу по этому случаю получил сперва Джузеппе Верди, после его отказа заказ был передан Альберто Франкетти, и его опера «Христофор Колумб» была поставлена в Карло Феличе 6 октября 1892 года.

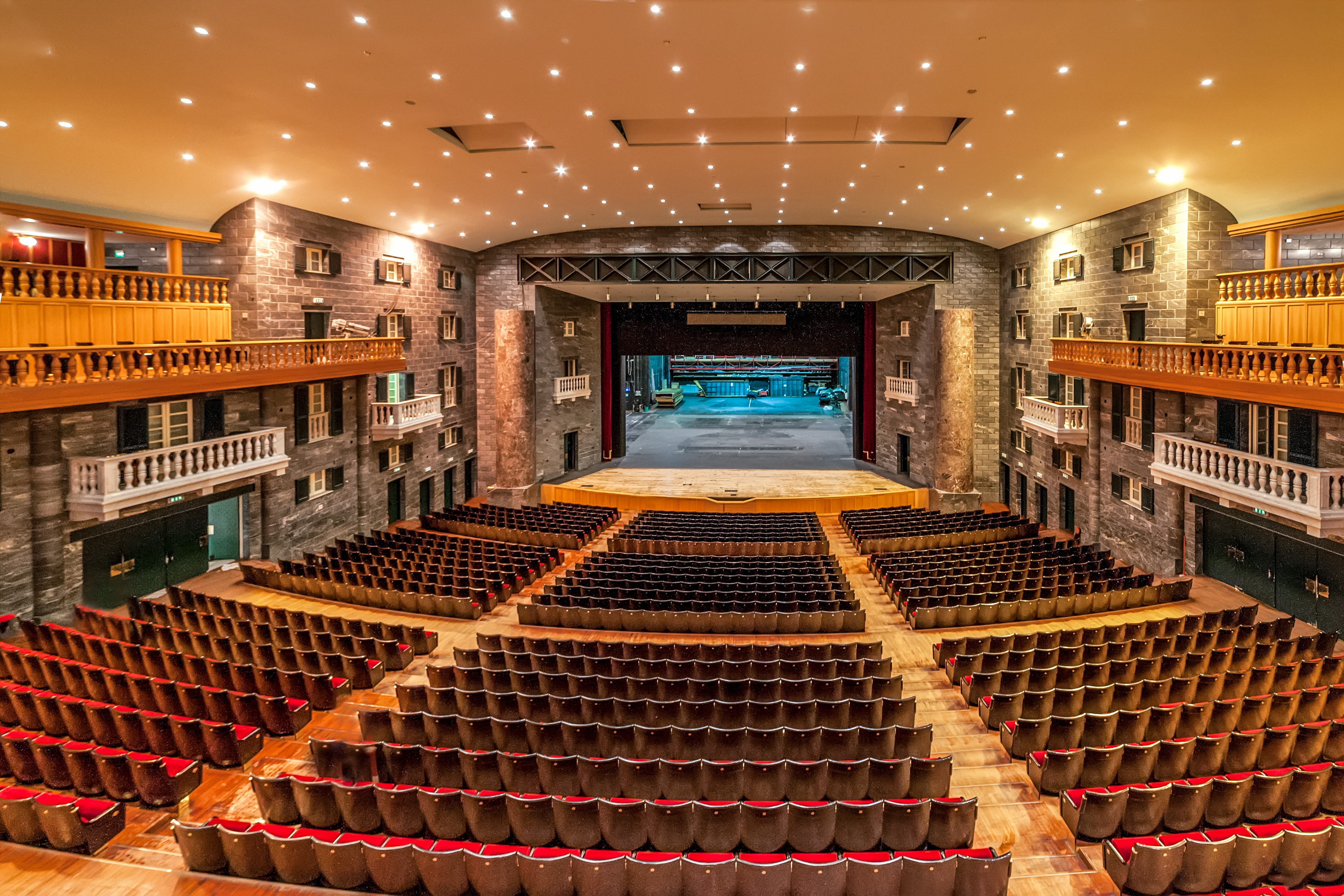
Интерьер

В годы Второй мировой войны театр дважды пострадал: 9 февраля 1941 года снаряд британского военного корабля попал в крышу, оставив в ней большую дыру и разрушив потолок зрительного зала, который был уникальным пример экстравагантности рококо 19-го века; его главной особенностью являлся большой круг ангелов, херувимов и других крылатых существ, выполненных в виде ярко раскрашенных горельефов. 5 августа 1943 года зажигательные бомбы устроили пожар за кулисами, который уничтожил все декорации и деревянную арматуру, но не достиг главного зала. Наконец, авианалёт в сентябре 1944 г. вызвал разрушение фасада, оставив практически только внешние стены и коридоры за ярусами лож.
После войны оперные спектакли более сорока лет проходили в кинотеатре «Маргарита», в то время как город не оставлял попыток восстановить театр. Первый план Паоло Антонио Кессы (1951) был отклонён; второй план авторства Карло Скарпа был одобрен в 1977 году, но его реализация была остановлена после безвременной кончины архитектора. Альдо Росси в конечном итоге предложил современный дизайн, в котором были воссозданы части оригинального фасада, но интерьер был полностью современный. Зал был официально открыт в июне 1991 года, с главным залом вместимостью до 2000 мест и малым залом вместимостью до 200 мест.